# Château de la Forge (Haironville)
Pour les articles homonymes, voir Château de la Forge.
Le château de la Forge – ou Maison dite des Bourbons – est un château situé à Haironville dans le département de la Meuse.
L'élévation et la toiture du bâtiment principal font l'objet d'une inscription au titre des monuments historiques par arrêté du 9 juin 1947.